# Arminio
Arminio (HWV 36) é uma ópera do compositor alemão Georg Friedrich Händel.

## Composição e performances
Juntamente com Giustino e Berenice, Arminio é uma das três óperas que Händel compôs durante um período de meio ano em 1736, iniciado em 14 de agosto com a composição de Giustino, seguida pela publicação de Arminio em 15 de setembro, e a finalização de Giustino em 20 de outubro. Em meados de dezembro Händel concluiu Berenice.
Arminio foi executada pela primeira vez na Royal Opera House, em Covent Garden, em 12 de janeiro de 1737, antes de Giustino. Só foi reencenada cinco vezes, a última delas em 12 de fevereiro. 
Sua primeira performance moderna se deu em 23 de fevereiro de 1935, em Leipzig, numa versão em alemão de Max Seiffert e Hans Joachim Moser.

## Libreto
O libreto de Arminio é baseado numa obra homônima de Antonio Salvi, que já havia sido musicada por Alessandro Scarlatti. A história fala sobre o líder germânico Armínio, que derrotou os romanos, comandados por Públio Quintílio Varo, em 9 d.C., e sua esposa, Tusnelda. Embora o tema seja, portanto, histórico, os detalhes da história e os personagens, tais como descritos na ópera, são totalmente fictícios.

## Personagens
| Personagem              | Tipo de voz      | Intérprete na estreia, 12 de janeiro de 1737 |
| ----------------------- | ---------------- | -------------------------------------------- |
| Arminio (Armínio)       | alto castrato    | Domenico Annibali                            |
| Tusnelda                | soprano          | Anna Maria Strada                            |
| Sigismondo (Sigismundo) | soprano castrato | Gioacchino Conti (Gizziello)                 |
| Ramise                  | alto             | Francesca Bertolli                           |
| Segeste                 | baixo            | Henry Reinhold                               |
| Varo                    | tenor            | John Beard                                   |
| Tullio (Túlio)          | alto             | Maria Caterina Negri                         |

## Bibliografa
- Dean, Winton (2006). Handel's Operas, 1726-1741. [S.l.]: Boydell Press. ISBN 1843832682
- Hogwood, Christopher: Händel
- Lang, Paul Henry: George Frideric Handel
- Scheibler, Albert: Sämtliche 53 Bühnenwerke des Georg Friedrich Händel